# Ben Jonson

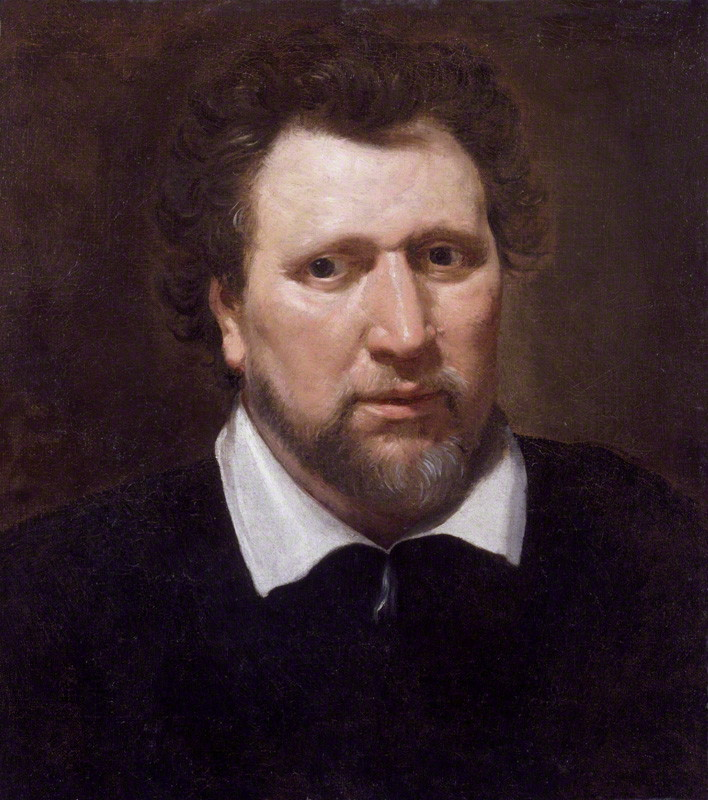
Ben Jonson. Gemälde von Abraham Blyenberch, um 1617.

Ben Jonson, eigentlich Benjamin Jonson (* 11. Juni (unsicher) 1572 in London; † 6. August 1637 ebenda), war ein englischer Bühnenautor und Dichter. Neben William Shakespeare gilt Ben Jonson als der bedeutendste englische Dramatiker der Renaissance.

## Leben und Werk

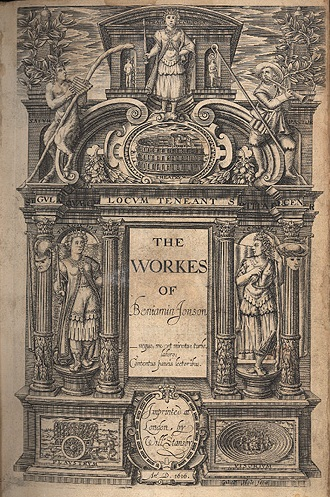
Titelseite der Folio-Ausgabe der Werke Ben Jonsons von 1616

Geboren wurde Jonson in Westminster. Sein Vater, ein protestantischer Geistlicher, war bereits kurz vor Jonsons Geburt verstorben. Jonson erlernte den Beruf seines Stiefvaters, Maurer. Später war er Soldat und danach offenbar fahrender Schauspieler. Während dieser Zeit schrieb er erste Stücke. Ab 1597 war Jonson als Schauspieler und Bühnenautor in den Diensten von Philip Henslowe. Vermutlich vollendete er das von Thomas Nashe begonnene, verschollene satirische Stück The Isle of Dogs, das zu einem Skandal mit einer zeitweiligen Schließung der Theater führte und Jonson seine erste Gefängnisstrafe einbrachte. Seinen Durchbruch als Autor hatte er 1598 mit Every Man in his Humour, das von den Lord Chamberlain’s Men unter Mitwirkung von Shakespeare als Schauspieler erfolgreich aufgeführt wurde.

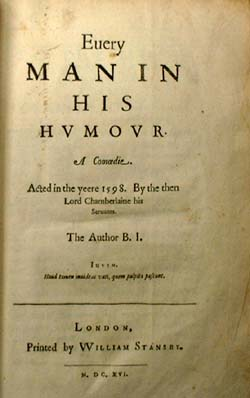
Every Man in his Humour, Titelseite eines Nachdrucks der Folio-Ausgabe von 1616

Kurz darauf tötete Ben Jonson den Schauspieler Gabriel Spencer im Duell und landete für kurze Zeit im Gefängnis, entging aber der Todesstrafe, da er sich auf das sogenannte Vorrecht der Geistlichkeit (benefit of the clergy) berufen konnte, d. h. auf seine Fähigkeit, lateinische Bibeltexte zu rezitieren. Dies verhinderte allerdings nicht seine Brandmarkung. Während seines kurzen Gefängnisaufenthalts konvertierte Jonson zum römisch-katholischen Glauben.
Seine Karriere als Autor hatte ihren Höhepunkt zwischen 1605 und 1614; in diesem Zeitraum entstanden seine bedeutendsten Stücke. Die allgemeine Anerkennung und Wertschätzung Jonsons zur damaligen Zeit spiegelte sich in der Veröffentlichung der mit großer Sorgfalt edierten Folio-Ausgabe seiner Werke, die 1616 als erste ihrer Art schon zu seinen Lebzeiten noch vor der postumen Folio-Ausgabe der Werke Shakespeares  erschien. Nach Jonsons Tod wurde 1640 eine zweite erweiterte Folio-Ausgabe seiner Werke veröffentlicht. Vor allem seine vier Komödien Volpone, The Alchemist, Bartholomew Fair und The Silent Woman wurden hoch gepriesen und gehörten regelmäßig zum Repertoire der englischen Theater.
In den ersten drei Jahrzehnten des 17. Jahrhunderts spielte Jonson eine wesentliche Rolle im Theatergeschehen und literarischen Leben Londons. Während der Regentschaft von James I. und Charles I. verfasste er von 1605 bis 1634 in Zusammenarbeit mit Inigo Jones regelmäßig höfische Maskenspiele. Dies verschaffte ihm bald die Gunst des Königs; so stand er unter der Patronage von James I., der ihm ein Gehalt und damit de facto eine Stellung als Hofpoet zukommen ließ. Später wurde Jones als Poet Laureate ausgezeichnet und damit auch offiziell zum Hofdichter ernannt.
Die letzten Jahre seines Lebens verbrachte Jonson gelähmt nach einem Schlaganfall. Er starb am 6. August 1637 und wurde in der Westminster Abbey beigesetzt. Jonson war verheiratet; seine Kinder starben jung.

## Künstlerisches Schaffen

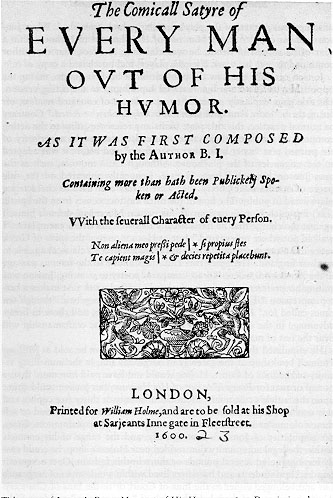
Every Man out of His Humor, Titelseite des Quarto-Drucks von 1600

Obwohl Jonson zweifellos Werke von hohem Rang verfasste (z. B. die Komödien Volpone und The Alchemist), war es doch mehr sein künstlerischer Antagonismus zu seinem Zeitgenossen William Shakespeare, der die Literaturwissenschaft von jeher beschäftigte. Berühmt ist das in Lob verpackte Verdikt small Latin and less Greek („geringe Kenntnisse in Latein und noch geringere in Griechisch“) aus seinem Nekrolog auf Shakespeare.
Jonson sah sich als gelehrten Dichter und war in der Weiterführung der Renaissance ein glühender Verehrer der antiken, besonders der römischen Literatur, ohne damit jedoch in irgendeiner Weise eine Weltfremdheit zu verbinden oder auf die Entwicklung eines eigenen literarischen Profils zu verzichten. Ausgehend von der römischen Komödie begründete er vor allem eine neue Form der satirischen Sittenkomödie, die bis in das 18. Jahrhundert bestehen blieb.
Jonson verstand sich nicht nur als Dramatiker, sondern stets auch als Lyriker, der seine Dichtung auf der Grundlage antiker Gattungen wie Epigramm, Epitaph, Epistel oder Ode gestaltete. Dabei lehnte er den Stil der metaphysischen Dichter mit oftmals gesuchten oder ausufernden Metaphern (conceits) ab und legte großen Wert auf eine Klarheit der Form und Schlichtheit des Ausdrucks. Dadurch trug er maßgeblich zu der Entstehung des Ideals eines schlichten Stils (plain style) bei.
Die frühe Schaffensphase Jonsons als Dramatiker war durch seine Erfindung der comedy of humours als einer besonderen Spielart der comedy of manners geprägt. Dabei griff er die auf der antiken sowie mittelalterlichen Humoralpathologie fußende Theorie von den verschiedenen Körpersäften und vier Temperamenten des Cholerikers, Sanguinikers, Melancholikers und Phlegmatikers auf. Seine besondere Errungenschaft war es, diese Lehre metaphorisch zu nutzen, um die Exzentrizitäten und Affektiertheiten der Menschen im gesellschaftlichen Leben darzustellen. Die einzelnen Episoden dieser Variante der Komödie dienen dabei vor allem der Offenlegung der einzelnen humours; das Ziel des gesamten Geschehens ist vornehmlich auf die Heilung der humours ausgerichtet, die im Wesentlichen nur Übertreibungen grundsätzlich wünschenswerter Eigenschaften verkörpern.
In Every Man in His Humour tritt das humoralpsychologische Moment zunächst allein bei zwei Charakteren auf, welche die Melancholie als Modekrankheit kultivieren. Die ursprüngliche Fassung dieser Komödie spielt in Italien; in einer späteren überarbeiteten Version verlegte Jonson den Schauplatz nach England und wandelte die Komödienform von der Vorlage des römischen Komödiendichters Plautus zu der für ihn typischen Stadtkomödie (city comedy) um. Zentrales Thema ist der Generationenkonflikt, dargelegt am Beispiel des Vaters Knowell, der seinen Sohn bespitzelt, da er sich um dessen Moral sorgt. Eine zentrale Rolle als Intrigant und Verwandlungskünstler spielt ebenso der Diener Brainworm, der als Figur sowohl in der Tradition der Sklavengestalten der römischen Komödie wie auch der Lasterfigur (Vice) der mittelalterlichen Moralitäten steht. Alle Hauptcharaktere sind durch eine fixe Idee bestimmt, die sich in der Regel bereits in ihren sprechenden Namen äußert. Spektakulär ist ebenfalls die Figur des Bobadill, eines Feiglings und Prahlers, der seinen angeblichen Sachverstand als Soldat mit bombastischer Gestik und Rhetorik zur Schau stellt und damit in Jonsons Werk die Nachfolge des antiken Miles Gloriosus antritt.
In Every Man out of His Humour wird die figurenbezogene Dramatik weiter ausgebaut und perfektioniert; auf Grundlage der poetologischen Auffassung Jonsons, dass sich der Mensch vor allem durch seine Sprache definiert, wird in der Figurenzeichnung die Charakterisierung durch den jeweiligen Sprachgebrauch verstärkt. Die Handlung verläuft eher episodenhaft und wird der Darstellung der Exzentrizitäten untergeordnet. Eine wesentliche dramaturgische Innovation Jonsons liegt in der Einführung von Kommentarfiguren, die in der Induction eingeführt und handlungsextern im gesamten Verlauf des Stückes präsent bleiben. Handlungsintern überziehen sie die humour-Figuren mit Tadel und Spott. Zu den Kommentarfiguren, die in der Rahmenhandlung auftreten, zählen fiktive Zuschauer und Kritiker, die nicht nur die Funktion einzelner Szenen erörtern, sondern anhand des aufgeführten Stückes die Bedeutung und das Wesen der Komödie an sich thematisieren. Durch diese episierende Verfremdung und Illusionsdurchbrechung in dem Rahmenspiel wird die unmittelbare Dramatik eingeschränkt und dem Zuschauer die Scheinhaftigkeit der theatralischen Mimesis in der comedy of humours vor Augen geführt. Ausgeprägt ist auch in diesem Stück das satirische Moment. So wird die Kritik am höfischen Leben durch Figuren realisiert, die als Stadt- oder Landbewohner höfische Verhaltensweisen nachäffen und durch den Erwerb von Attributen des Höflingsstandes wie Kleidung oder Wappen gesellschaftlich aufsteigen wollen.
Zu den heitersten Werken Jonsons zählt Epicoene or The Silent Woman; auf überaus komische Weise wird hier auf allen Ebenen der Handlung, Charakterisierung und Sprache der Gegensatz der Geschlechter aufgehoben. Die anfangs vermeintlich schweigsame und duldsame Titelfigur der Epicoene verwandelt sich nach ihrer Eheschließung in einen lauten herrschsüchtigen Zankteufel und erweist sich letztendlich als Mann in Frauenkleidern. Sie wird dem alten Morose zugeführt und gegenübergestellt, dessen Absage an das Leben sich in einer völlig übersteigerten Geräuschempfindlichkeit und einem nahezu unnatürlichen Ruhebedürfnis ausdrückt. Aus dieser Ausgangslage resultiert eine grundlegende situative Komik in der Haupthandlung, die in gestaffelter Form immer wieder variiert wird. Die Dekonstruktion und Umkehr der Geschlechterrollen wird gleichzeitig durch kunstvoll integrierte Nebenhandlungen thematisch weiter entfaltet.

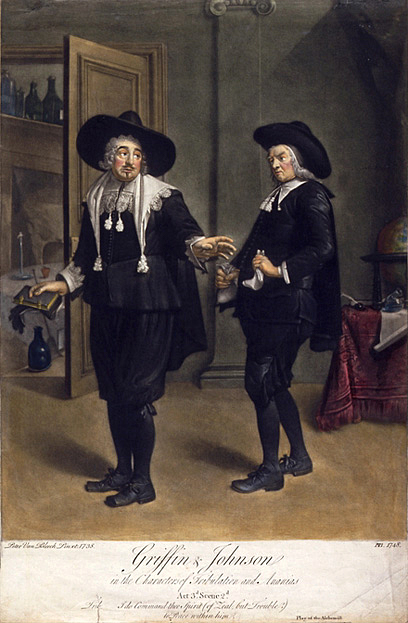
Peter van Bleeck: The Alchemist. Benjamin Griffin und Ben Jonson als Tribulation und Ananias in Jonsons Komödie The Alchemist. Handkolorierte Mezzotinto-Radierung, 1738 (Victoria and Albert Museum).

Als Jonsons Meisterwerke gelten vor allem die beiden Gaunerkomödien Volpone und The Alchemist, die sich durch große Virtuosität in der Charakterisierungskunst, Dialoggestaltung und Handlungsführung auszeichnen. Volpone spielt in Venedig, für Jonsons Zeitgenossen traditionell ein Ort des Lasters und der Ausschweifungen. Mit der Namengebung der Hauptfiguren evoziert Jonson die Fabeltradition und transponiert das Geschehen auf die Ebene der Tierfabel, ohne allerdings die Figuren zu bloßen allegorischen Personifikationen zu machen. Die Titelfigur Volpone (Fuchs) stellt sich todkrank, um auf diese Weise verschiedene Erbschleicher, einen Kaufmann, einen Anwalt und einen alten Geizhals, hinters Licht zu führen und sich seinerseits an ihnen zu bereichern. Unterstützt wird Volpone bei seinen Täuschungsmanövern von seinem gewitzten Diener Mosca (Fliege).
Während die Erbschleicher und betrogenen Betrüger Voltore (Geier), Corbaccio (Rabe) und Corvino (Krähe) aus reiner Raffgier alle moralischen Prinzipien aufgegeben haben, geht es Volpone und auch seinem Diener Mosca sowohl um die intellektuelle Freude und den Genuss am geschickten Gelderwerb wie auch um die Macht, die das Gold verleiht. Als Symbol der Macht hat das Gold für Volpone metaphysische Qualitäten, wie er es schon in der ersten Szene in seiner blasphemischen Liturgie zum Ausdruck bringt. Volpones Machtgier äußert sich auch in seiner glühenden Sinnlichkeit; der Reichtum wird ebenso dienstbar gemacht, um sein Verlangen nach Celia (in der deutschen Übersetzung Colomba) zu erfüllen und sie für sich zu gewinnen. Im Gegensatz zu den übrigen Betrügern, deren menschliche Gemeinheit wesentlich krasser gezeichnet wird, versteht das zentrale Gaunerpaar sich darauf, selbst prekärste Situationen mit Bravour zu meistern und seine Täuschungsstrategien geschickt zu inszenieren. Volpone zeigt sich als ein Meister in der Simulation von Krankheiten; Mosca manipuliert geschickt die Sprache als Mittel des Betrugs und der Heuchelei. Die technische Brillanz des Betrügerpaares bewirkt zumeist ein Zurückstellen ethischer Wertungen auf Seiten des Zuschauers; der kunstvoll angelegte Handlungsverlauf mit wohl dosierten Steigerungen, zunehmenden Komplikationen sowie einer atemberaubenden Fülle von überraschenden Wendungen lässt den Zuschauer das dramatische Geschehen eher mit Vergnügen oder Wohlgefallen verfolgen.
Letztlich überheben sich Volpone und Mosca jedoch bei ihren zunächst erfolgreichen Täuschungsaktionen; ihre Komplizenschaft zerbricht und beide sehen am Ende einer drastischen Bestrafung entgegen. Damit wird am Schluss zwar die moralische oder rechtliche Ordnung wieder hergestellt; allerdings gibt es nicht die für die Komödie ansonsten charakteristischen positiven Gegenkräfte, die am Ende triumphieren könnten.

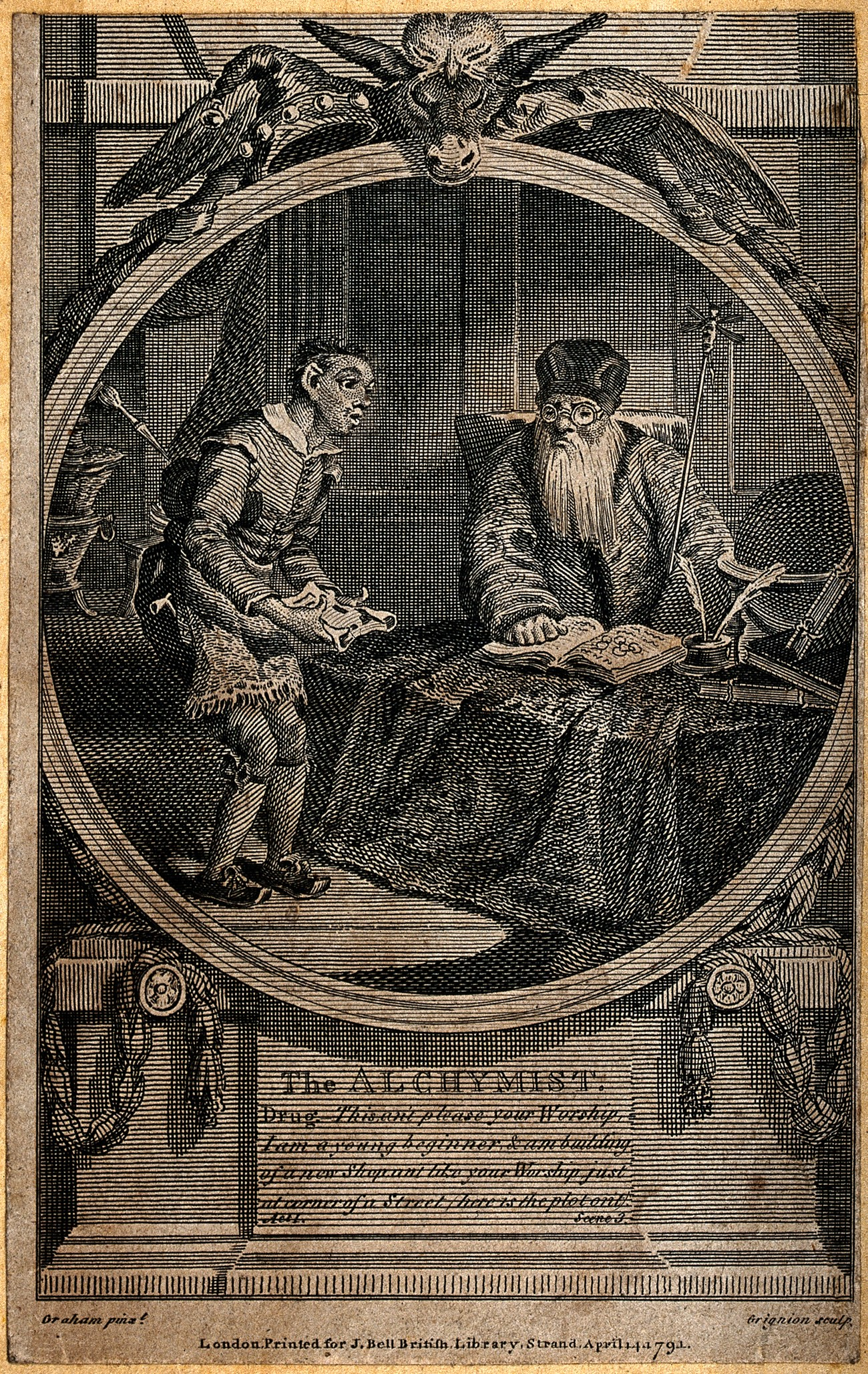
Subtle, der Alchimist, gibt sich gegenüber einem Besucher als Astrologe aus; Stich von C. Grignion, 1791

Jonsons zweite Gaunerkomödie The Alchemist zeigt eine noch größere intellektuelle Vielfalt und Perfektion in der Handlungskonstruktion, die mehrere Parallelhandlungen geschickt mit der Haupthandlung verknüpft. So fließen in die Satire auf Quacksalberei, Scharlatanerie und Habgier zahlreiche weitere Themen ein. Schauplatz der Handlung ist London, wo der betrügerische Butler Jeremy alias Face in Abwesenheit seines Herrn zusammen mit dem Alchimisten Subtle und der Dirne Doll Common ein breit angelegtes Geflecht von Betrugsaktionen entwickelt, um einer Reihe von Klienten Illusionen zu verkaufen. Das Thema der Goldgier, das The Alchemist mit Volpone verbindet, wird hier auf ein kleineres Maß reduziert, dafür jedoch vielfältiger variiert, um so die spezifischen Bedürfnissen der Kunden, die die Alchimisten-Werkstatt aufsuchen, akzentuierter zu verdeutlichen. Auch die Komplexität der Figuren und ihrer Motive nimmt zu, vom naiven Schreiber Dapper, der nur in der Lotterie gewinnen möchte, bis zur schillernden Gestalt des Sir Epicure Mammon, der mit Hilfe des Steins der Weisen seine Visionen und Phantasien von Reichtum und Sinneslust realisieren will. In The Alchemist verknüpft Jonson darüber hinaus seine satirische Kritik an der zeitgenössischen Faszination durch Astrologie, Alchimie und Quacksalbertum mit einer Satire auf die Heuchelei und den Fanatismus sowie den Opportunismus der Puritaner in Gestalt der Zwillingsfiguren Ananias und Tribulation.
Eine weitere Innovation präsentierte Jonson 1614 in seinem nächsten bedeutenderen Werk Bartholomew Fair, das in einer dichten Episodenfolge ein breites Panorama des Londoner Lebens sowie ein Kaleidoskop menschlicher Unzulänglichkeiten gleichsam wie in einem Revuestück präsentiert. Dieser bunte Bilderbogen zeigt in rasch wechselnden Szenen die Schicksale von 30 Besuchern des Jahrmarktes, der am 24. August in Smithfield abgehalten wurde. Obwohl auch hier Betrügereien vorkommen, ist Bartholomew Fair keine Gaunerkomödie im eigentlichen Sinne. Zwar werden verschiedene Missstände vom betrügerischen Einschenken bis hin zur Prostitution dargestellt, im Vordergrund stehen jedoch die unterschiedlichen Menschen mit ihren jeweiligen Illusionen und Obsessionen. Die für Jonson charakteristische satirische Darstellungsform ist auch hier zu finden, beispielsweise in der Figur des Zeal-of-the-Land-Busy; insgesamt überwiegen jedoch die Komik und ein heiterer Ton. Stärker als in früheren Stücken ist Bartholomew Fair ebenso durch eine Tendenz zum Realismus gekennzeichnet. Am Schluss versammelt sich die Bühnengesellschaft bei der Aufführung eines Puppenspiels. Der Puritaner Zeal, wie die Puritaner im wirklichen Leben ein Theaterfeind, unterliegt in der Debatte mit einer Puppenfigur über den Wert und die Moral der Schauspielkunst. Das Stück endet versöhnlich mit einer Einladung des Richters Adam Overdo, der auf dem Jahrmarkt auf der Suche nach Monstrositäten (enormities) war, zu einem gemeinsamen Abendessen für alle.
Neben seinen Komödien verfasste Jonson auch zwei Tragödien, Sejanus His Fall und Catiline His Conspiracy. Sejanus ist ein düsteres Werk, das vom Machiavellismus geprägt das politische Leben als einen Machtkampf präsentiert, der von allgemeiner Skrupellosigkeit und übertriebenem Ehrgeiz bestimmt wird. Als Sieger erweisen sich diejenigen, die raffinierter täuschen und sich besser verstellen können. Wer dazu nicht fähig ist, wird zum Opfer, dem nur die hilflose Kommentierung des Geschehens bleibt.

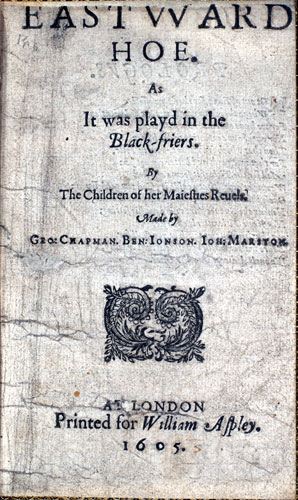
Titelseite der Erstausgabe von Eastward Hoe (1605)

Mit seinen zahlreichen Maskenspielen verlieh Jonson ab 1605 ebenso der jakobäische Maske mit einer Vielfalt neuer Motive ihre charakteristische Form und Gestalt. Als Neuerung führte er die sogenannte anti-masque ein, die als komisch-groteskes Vorspiel dazu dienen sollte, den politisch-affirmativen, auf Harmonie zielenden Charakter des eigentlichen höfischen Maskenspiels umso deutlicher hervorzuheben. Bis zu ihrer Trennung im Streit 1631 arbeitete Jonson in der Gestaltung seiner regelmäßig mit großem Erfolg bei Hofe aufgeführten Maskenspiele zumeist mit Inigo Jones als Bühnenausstatter zusammen. Ungeachtet seines hohen Ansehens bei Hofe als Autor wurde er 1605 erneut zu einer Gefängnisstrafe verurteilt, da er in Eastward Hoe, das er zusammen mit George Chapman und John Marston verfasst hatte, den schottischen Neuadel der Lächerlichkeit preisgegeben hatte.
In der Shakespeare-Forschung wird zudem von vielen Wissenschaftlern der Einfluss der satirischen Sittenkomödien Jonsons auf einzelne Werke Shakespeares wie Twelfth Night oder All's Well That Ends Well als erwiesen angesehen.
Die für Jonsons Dramen kennzeichnende Bemühung um klassizistische Formstrenge prägte auch seine lyrischen Werke, in denen er vor allem die antiken Formen des Epigramms, des Epigraphs, der Ode und der Versepistel nutzte. Gegen den vorherrschenden Sprachschwulst, den Jonson insbesondere dem Einfluss Edmund Spensers anlastete, setzte er den „plain style“ („schlichten Stil“) durch. Mit der Herausgabe seiner bis dahin vollendeten dramatischen und lyrischen Werke in der ersten Folio-Ausgabe von 1616 versuchte Jonson zugleich, die literarische Bedeutsamkeit sichtbar zu machen, die er in seinem Werk sah. In seinem späteren Schaffen gelang es ihm nicht mehr, an die Erfolge seiner früheren Meisterkomödien anzuknüpfen. Sein Alter war nicht nur überschattet von Krankheit, sondern ebenso von dem Verlust seiner geliebten Bibliothek, die durch eine Feuersbrunst vernichtet wurde.
Dessen ungeachtet versammelte Jonson einen großen Kreis von Freunden und Schülern um sich, die als tribe of Ben oder sons of Ben in ihm ihr literarisches Vorbild oder ihren Lehrmeister sahen. In Timber, einer Sammlung kritischer Notizen, legte Jonson seine dichtungstheoretischen Auffassungen nieder. Eine Reihe seiner bedeutsameneren kritischen Anmerkungen sind auch in den Aufzeichnungen des schottischen Dichters William Drummond of Hawthornden erhalten, den Jonson während einer Schottlandreise besuchte.
Neben Shakespeare und Marlowe gehörte Jonson zu den bedeutendsten Dramatikern der damaligen Zeit. Er verstand sich in besonderem Maße als Reformer der Literatur und der Gesellschaft. Im Gegensatz zu Shakespeare war er Klassizist und darum bemüht, dem Drama seiner Zeit, das damals nicht als seriöse Literatur angesehen wurde, durch strenge Formgebung im Sinne der aristotelischen Poetik literarische Geltung und Anerkennung zu verschaffen. Durch das Menschenbild eines christlichen Humanismus geprägt kritisierte er als überzeugter Anhänger der absolutistischen Monarchie und einer hierarchischen Ständeordnung die sich im puritanischen Bürgertum ausbreitenden wirtschaftlichen und sozialen Verhaltensweisen.
Mit seinem Eintreten für Einfachheit, Klarheit und Genauigkeit in der dichterischen Sprachverwendung und seiner Hinwendung zur aristotelischen Poetik leistete er einen wesentlichen Beitrag zu einer Verstärkung der Tendenz zur Gattungsreinheit und Formstrenge sowie zur Imitation antiker Formen in der Restaurationszeit. Aufgrund seines Einflusses auf seine Zeitgenossen, seiner umfassenden Belesenheit, seines scharfen Urteilsvermögens und auch seiner Sprachkunst galt er während der Restauration zugleich als einer der Wegbereiter des englischen Klassizismus.
Erst mit dem aufkommenden Shakespeare-Kult des 18. Jahrhunderts wurde er lange Zeit als Inbegriff eines pedantisch-korrekten Dramatikers im Unterschied zu dem „Naturgenie“ Shakespeare abgewertet. Demgegenüber finden sich in der Literaturkritik des 20. Jahrhunderts wiederum Bemühungen um eine unvoreingenommene Einschätzung und Beurteilung des künstlerischen Ranges von Jonson. So wurde er in der jüngeren Literaturwissenschaft und Kritik teilweise als „einer der größten satirischen Komödiendichter der Weltliteratur“ wiederentdeckt.

## Werke
- Every Man in His Humour (1598)

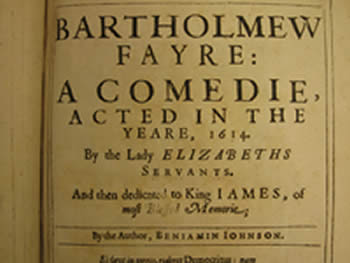
Titelseite des Drucks von Bartholomew Fair 1614

- Every Man out of His Humour (1599)
- Cynthia’s Revels (1600)
- The Poetaster (1601)
- Sejanus His Fall (1603) (deutsche Übersetzung 1912 von Margarete Mauthner Der Sturz des Sejanus)
- Volpone (1606?) Übersetzungen:
  - Ludwig Tieck: Herr von Fuchs. Ein Lustspiel in drei Aufzugen, nach dem Volpone des Ben. Jonson. (1793)
  - Margarethe Mauthner: Volpone oder Der Fuchs (1912)
  - Stefan Zweig: Volpone. (freie Bearbeitung, 1926)
  - Uwe Friesel (1972)

- The Case is Altered, Komödie (1609 veröffentlicht)
- Epicoene or The Silent Woman, Komödie (1609) (deutsche Übersetzung von Ludwig Tieck, 1800, vertont von Antonio Salieri als Angiolina (1800) und Richard Strauss als Die schweigsame Frau, Textbuch von Stefan Zweig, 1935)
- The Alchemist (1610) (Schauspielmusik The Alchemist von Georg Friedrich Händel)
- Catiline His Conspiracy (1611)
- Bartholomew Fair (1614) (deutsche Übersetzung 1912 von Margarete Mauthner Bartholomäusmarkt)
- The Devil is an Ass (1616)
- The Staple of News (1625)
- The New Inn (1629)
- The Magnetic Lady (1632)
- The Tale of a Tub (1633)
- The Sad Shepherd (unvollendet)
- Timber: or Discoveries made upon Men and Matter (Prosatexte; veröffentlicht 1640)